# Pleotomus davisii
Pleotomus davisii är en skalbaggsart som beskrevs av Leconte 1881. Pleotomus davisii ingår i släktet Pleotomus och familjen lysmaskar. Inga underarter finns listade i Catalogue of Life.